# Gustave Paul Lacapelle
Pour les articles homonymes, voir Lacapelle.
Gustave Paul Lacapelle (1869-1942) est un officier général français dont le nom est associé à la Première Guerre mondiale.

## Biographie

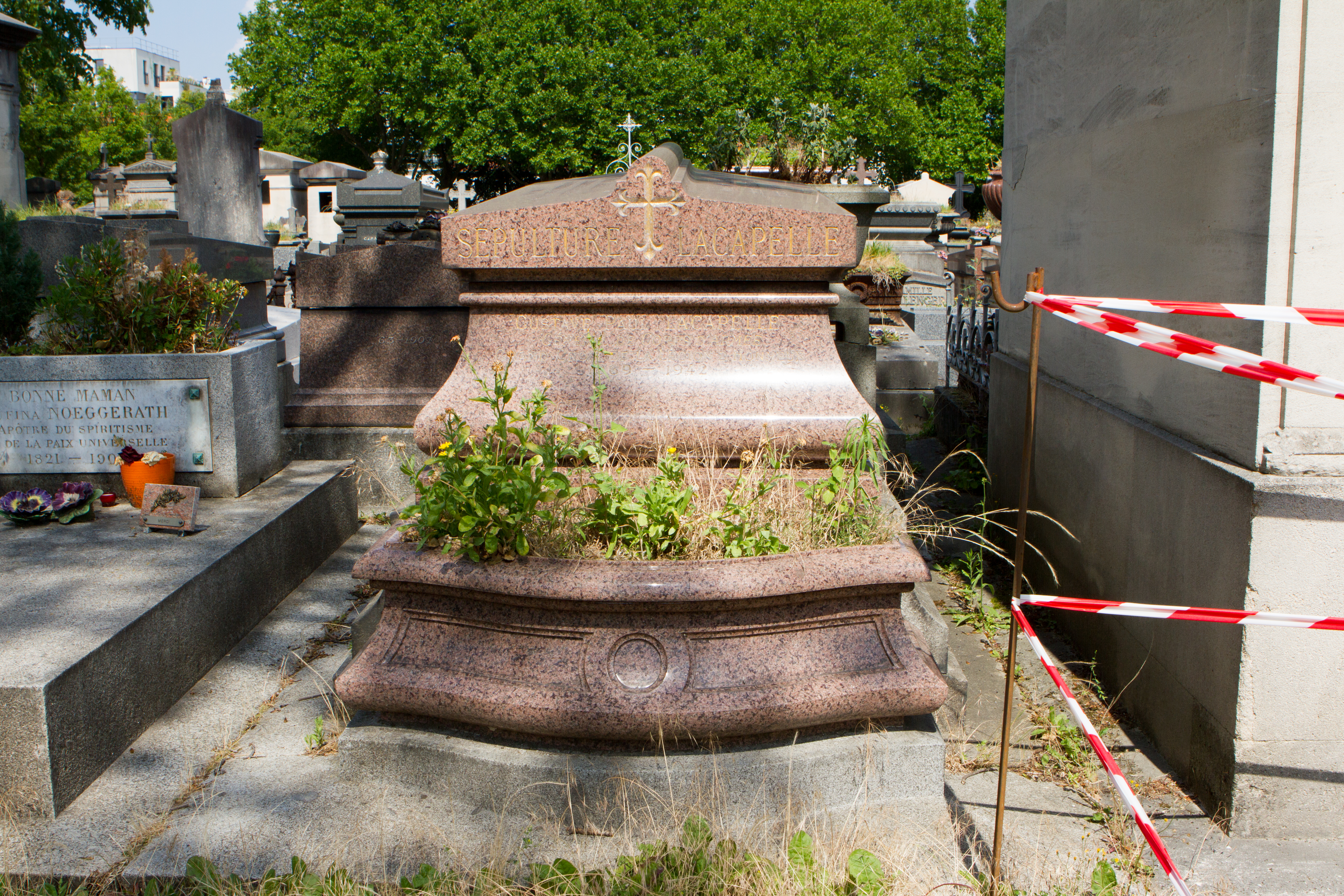
Sépulture au cimetière du Père-Lachaise.

Né à Troyes dans l'Aube, il est le fils d'un officier, Albert Auguste Nicolas Lacapelle, et de Marguerite Charlotte du Houx.
Gustave Paul Lacapelle intègre l'École spéciale militaire de Saint-Cyr en 1887 (promotion de Tombouctou).
En 1889, il en sort 12e sur 446 élèves, et est affecté comme sous lieutenant au 6e bataillon de chasseurs à pied à Nice.
Passé capitaine en avril 1898, il est admis à l'école supérieure de guerre, épouse le 30 avril 1899 Geneviève Marie Joséphine Cornudet (1876-1954) et, classé 17e sur 80 élèves, sort stagiaire à l'état-major du 4e CA en novembre 1900.
Il y revint en février 1903 après un temps de commandement au 85e RI.
De novembre 1903 à juin 1905, il sert au 2e RTA en Algérie et, le 1er mai, dans les « régions sahariennes ».
Revenu en métropole à l'état-major de la 25e DI puis du 15e CA, il est promu au choix chef de bataillon en novembre 1909 et affecté au 91e RI puis au commandement du 4e BCP à Noël 1911 (il est fait chevalier de la Légion d'honneur le 30 décembre 1911).
C'est avec lui, à la tête des « Chasseurs de Saint-Nicolas » qu'il commence la guerre et participe en août 1914 à la bataille de Morhange.

Promu lieutenant-colonel le 3 septembre 1914, il fait campagne à la tête du 37e RI jusqu'à sa promotion au grade de colonel et est fait officier de la Légion d'honneur le 24 novembre 1914 avec l'élogieuse citation suivante : 

« A, depuis le début de la campagne fait preuve des plus brillantes qualités de commandement ; a été blessé en entraînant son régiment à l'attaque ; est venu reprendre le commandement sans être complètement rétabli. A, pendant six jours consécutifs livrés des combats acharnés et a contribué par son énergie à reprendre avec son régiment le terrain perdu quelques jours auparavant par une autre unité, rétablissant ainsi une situation qui pouvait être considérée comme critique. »

À partir de mars 1915, il commande par intérim la 4e brigade de chasseurs jusqu'en octobre, puis est chef d'état-major de la 7e armée et subit dans cette fonction un accident de voiture dont il sort brûlé au pied.
En mai 1916, devenu général de brigade à titre temporaire, il commande par intérim la 66e DI.
Passé général de division à titre temporaire en avril 1917, il prend le commandement du 1er CA.
Passé général de division à titre définitif en mars 1919, il est placé à la tête de la 28e DI tout en commandant provisoirement le 13e CA, deux mois plus tard.
Il a été sept fois cité pendant cette guerre.
Le 1er août 1919, il est nommé commandant du 1er CA et de la 1re région à Lille et le demeure jusqu'au 4 juin 1929, le jour où il devient gouverneur de Metz, commandant la 6e Région militaire (il est fait commandeur de la Légion d'Honneur en juin 1920).
Il fait son entrée officielle dans son nouveau fief le 8 juillet et est fait grand-officier de la Légion d'Honneur le 25 décembre 1929.
Il quitte le service en octobre 1931.
Il devient président du Souvenir français.
Il organise à ce titre le recensement des sépultures des 100 000 soldats morts pendant les combats de 1940 afin de les entretenir, mais il meurt le 15 février 1942  à Paris.
Le général Lacapelle est inhumé au cimetière du Père-Lachaise (94e division).

## Décorations

### Décorations françaises
Grand-croix de la Légion d'honneur (décret du 13 octobre 1931)

 Croix de guerre 1914–1918, palme d'argent (cinq citations à l'ordre de l'armée)

 Médaille coloniale (agrafe Algérie, 1905)

### Décorations étrangères
- Chevalier de l'ordre de l'Aigle blanc (Serbie)
- Commandeur de l'ordre de Saint Stanislas (Russie)
- Grand cordon de l'ordre du Nichan Iftikhar (Tunisie)
- Grand-croix de l'ordre de la Couronne de Roumanie
- Grand-croix de l'ordre de la Couronne de chêne (Luxembourg)
- Grand-croix de l'ordre du Ouissam alaouite (Maroc)
- Grand-croix de l'ordre de Saint-Sava (Serbie)
- Grand-croix de l'ordre du Sauveur (Grèce)
- Grand officier de l'Ordre d'Aviz et de Calatrava (Portugal)
- Grand officier de l'ordre de la Couronne (Belgique)
- Grand officier de l'ordre du Lion blanc (Tchécoslovaquie)
- Chevalier commandeur de l'ordre de Saint-Michel et Saint-Georges (Angleterre)